# DachaBracha
DachaBracha (ukr. ДахаБраха, ang. DakhaBrakha) – ukraińska grupa muzyczna grająca muzykę etniczną zawierającą elementy folkowe, pochodzące z różnych stron świata. Sami członkowie grupy określają wykonywaną przez siebie muzykę mianem „Etno – Chaos”.

## Historia
Nazwa zespołu pochodzi od staroukraińskich słów „dawać i brać”.
Zespół powstał na początku 2000 roku w twórczej atmosferze Kijowskiego Centrum Sztuki Współczesnej „DACH”, założony przez młodych muzyków i folklorystów, którzy zebrali się wokół animatora kultury Władysława Troickiego. W 2004 roku zespół zaczął działalność koncertową, w grudniu zagrał na Placu Niepodległości w Kijowie. W kolejnych latach grupa często występowała na festiwalach muzyki etnicznej oraz dawała własne koncerty w Polsce, Wielkiej Brytanii, Stanach Zjednoczonych, Kanadzie, Chinach, Niemczech, Meksyku, Nowej Zelandii, Australii, Węgrzech, Francji, Hiszpanii, Szwecji, Holandii i Danii.
W 2006 zespół wydał pierwszy album „На добраніч” / „Na dobranoc”, zawierający 18 utworów. Kolejnymi albumami były: „Ягудки” / „Jagódki” (2007) oraz „На межі” / „Na krawędzi” (2009). 31 grudnia 2010 roku ukazał się czwarty album grupy zatytułowany „Light”, na którym, między innymi, znalazły się utwory „Тёлки” i „Specially for you”, często grane na koncertach grupy. W 2016 roku grupa wydała własnym sumptem płytę „Шлях” / „Szlak” / „The road”, zawierający 10 nowych utworów.

## Skład zespołu
- Nina Harenecka – śpiew, wiolonczela, bębny
- Iryna Kowałenko – śpiew, jumbo, perkusja, bębny, żalijka, dudy, flet, akordeon
- Ołena Cybulska – śpiew, instrumenty perkusyjne, bębny, harmonijka
- Marko Hałanewycz – śpiew, darbuka, tabli, didgeridoo, puzon, akordeon[2]

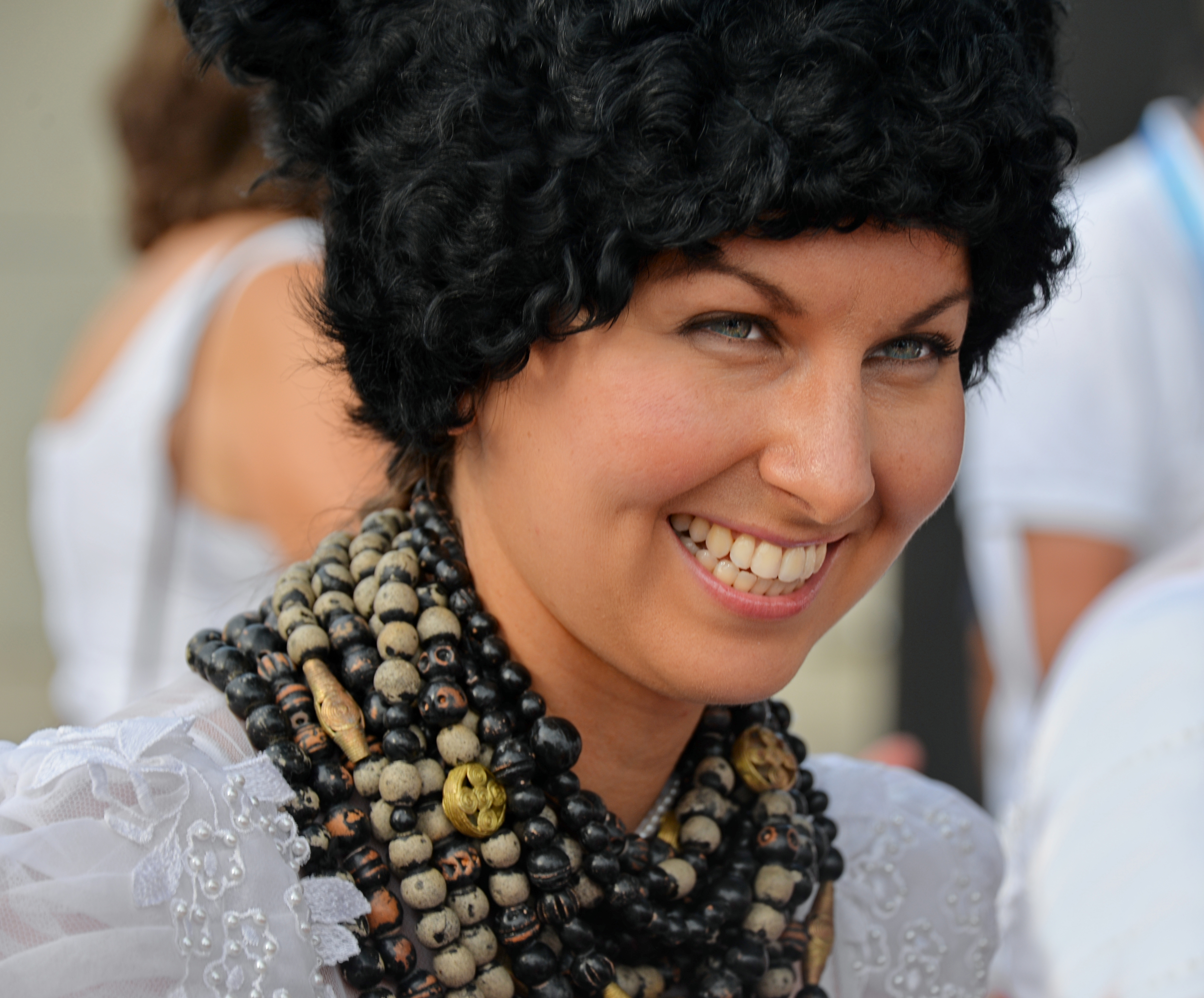
Nina Harenecka
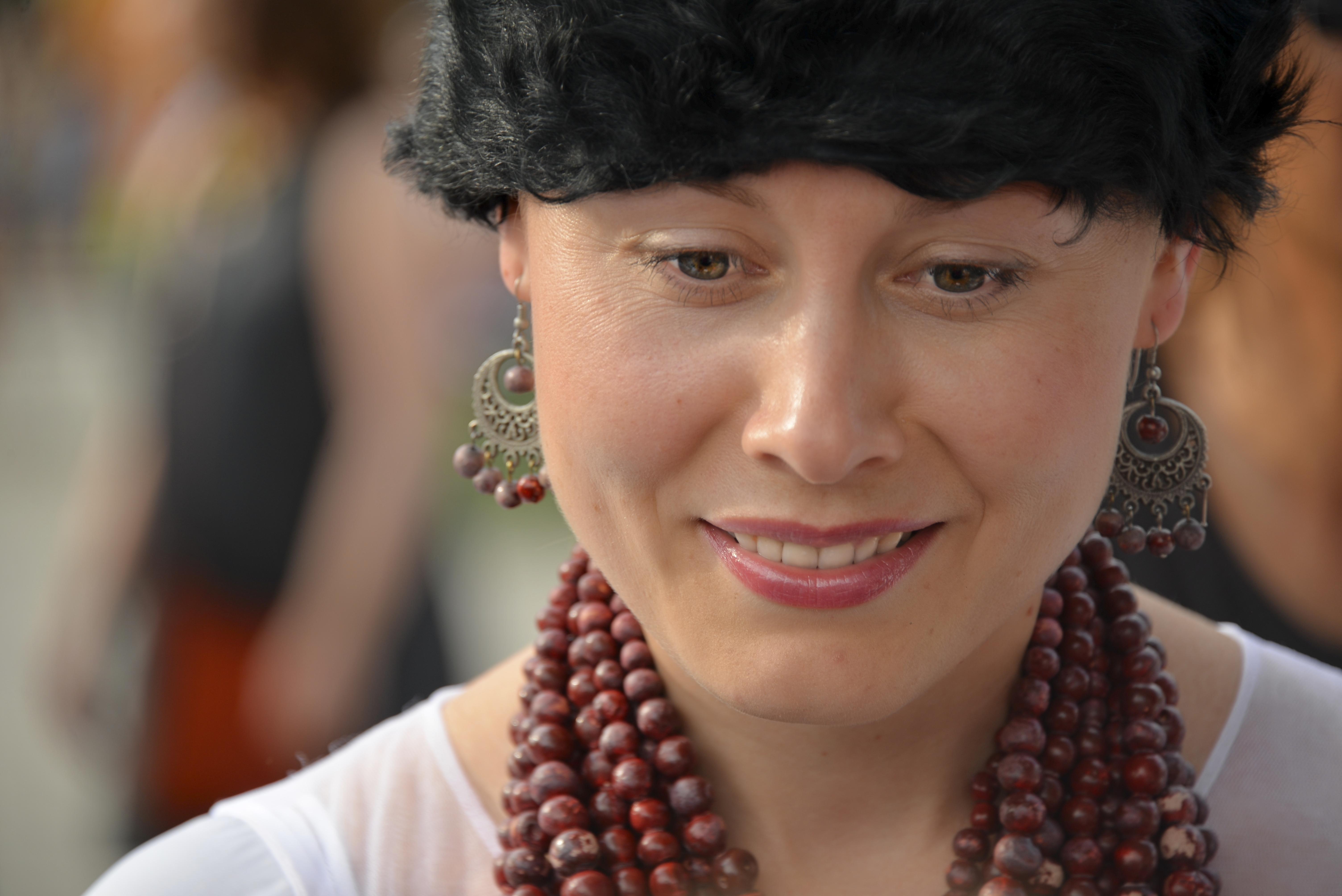
Olena Cybulska
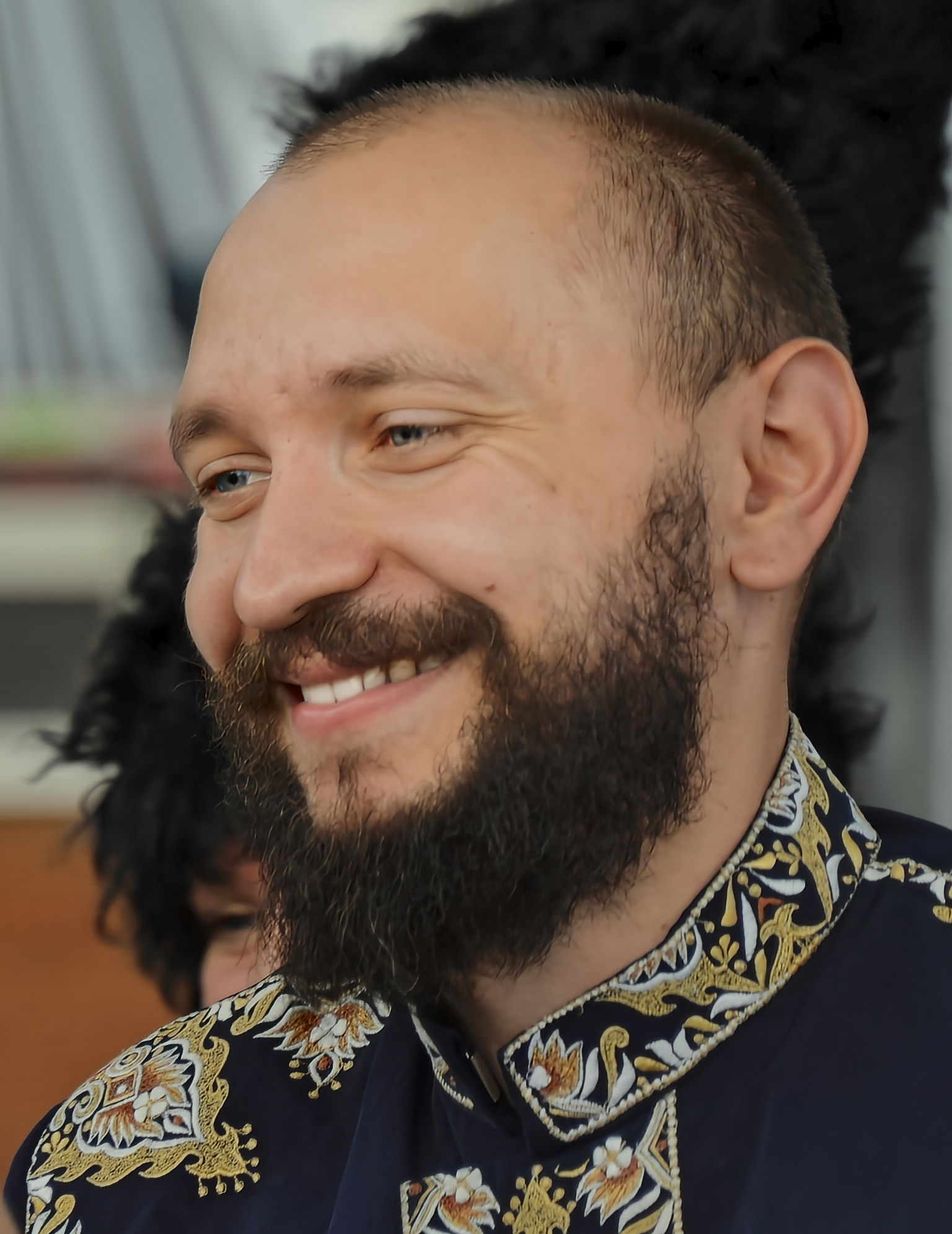
Marko Halanewycz
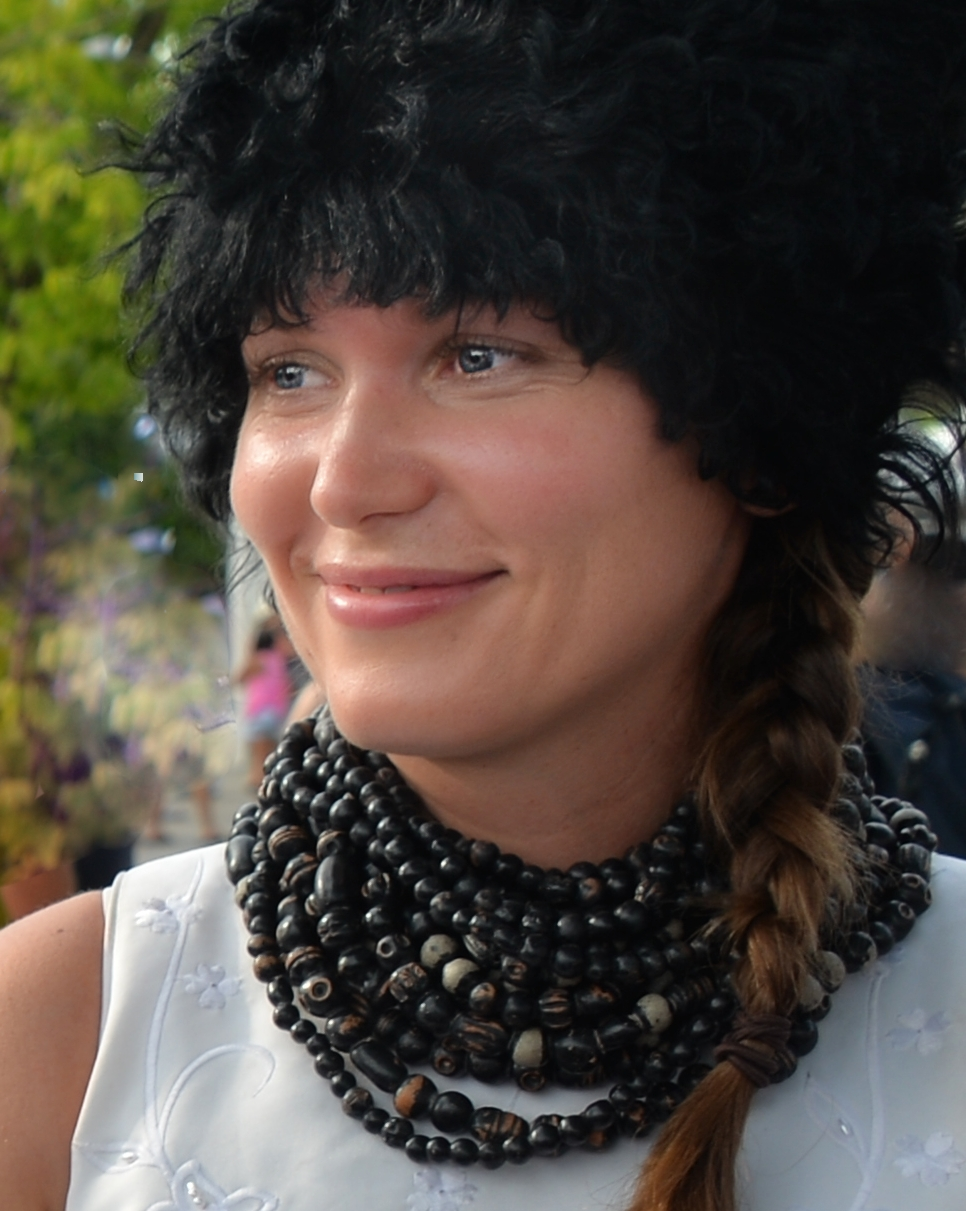
Iryna Kowałenko

## Dyskografia
- 2006 – Na dobranicz (ukr. На добраніч)
- 2007 – Jahudky (ukr. Ягудки)
- 2009 – Na meżi (ukr. На межі)
- 2010 – Light
- 2012 – Chmełewa project (ukr. Хмелева project) – wspólnie z Portmone
- 2016 – Szljach (ukr. Шлях)
- 2020 – Alambari